# Nicolaas Berchemstraat
De Nicolaas Berchemstraat is een straat in Amsterdam-Zuid, De Pijp.
De straat is nauwelijks langer dan 50 meter en is in 1886 vernoemd naar de kunstschilder Nicolaes Berchem. De straat loopt noord-zuid tussen de Stadhouderskade/Singelgracht en Albert Cuypstraat. De Berchemstraat is slechts voor een gedeelte toegankelijk voor verkeer, ze dient als verbinding tussen de Gerard Doustraat en Stadhouderskade. Het overige deel van de straat is voetgangersgebied dat uitloopt op het laatste stuk van de Albert Cuypmarkt bij de Van Woustraat. Er zijn op het voetgangersgedeelte enkele restaurants en eethuizen gevestigd.
Het gemeentemonument Stadhouderskade 115 is deels in deze straat gesitueerd. Aan het gebouw op de hoek Nicolaas Berchemstraat/Albert Cuypstraat is een reproductie te zien van Berchems schilderij De ponteveer uit circa 1655. Daar op de hoek bevinden zich ook enkele kleine speeltoestellen voor de kinderen. Er is veel groen in de straat, in houten bakken en geveltuintjes.

## Afbeeldingen

afbeelding van 'De ponteveer', zie straatfoto
hoek Gerard Doustraat / Nicolaas Berchemstraat met speeltuintje (foto, maart 2023)
Nicolaas Berchemstraat, naar links de Stadhouderskade (foto, maart 2023)